# Bikitaite
La bikitaite è un minerale.